# Live au Grand Rex
Le Grand Rex 2007 est un double album live de Michel Delpech, sorti en 2007 et édité par AZ.

## Liste des titres
| 1.  | Le Grand Retour                      | Alain Chamfort   |  |
| 2.  | Trente manières de quitter une fille | Alain Chamfort   |  |
| 3.  | Et Paul chantait Yesterday           | Barbara Carlotti |  |
| 4.  | Inventaire 66                        | Dani             |  |
| 5.  | Toutes les filles                    | Hubert Mounier   |  |
| 6.  | Ces mots-là                          |                  |  |
| 7.  | Ce fou de Nicolas                    |                  |  |
| 8.  | Chez Laurette                        | Bénabar          |  |
| 9.  | Dis-lui oui                          | Bénabar          |  |
| 10. | Jaloux                               |                  |  |
| 11. | Ce lundi-là                          | Vincent Delerm   |  |
| 12. | Pour gagner des sous                 | Pierre Vassiliu  |  |
| 13. | Les Divorcés                         |                  |  |

| 1.  | Les Aveux                | Roberto Alagna   |  |
| 2.  | Que Marianne était jolie |                  |  |
| 3.  | Loin d'ici               | Christophe       |  |
| 4.  | L'Amour en wagon-lit     |                  |  |
| 5.  | Le Chasseur              | Julien Clerc     |  |
| 6.  | Double enfance           | Julien Clerc     |  |
| 7.  | Pour un flirt            | la Grande Sophie |  |
| 8.  | Wight Is Wight           |                  |  |
| 9.  | Le Loir-et-Cher          | Louis Chedid     |  |
| 10. | Quand j'étais chanteur   | Alain Souchon    |  |
| 11. | Foule sentimentale       | Alain Souchon    |  |
| 12. | My sweet lord            |                  |  |
| 13. | J'étais un ange          |                  |  |